# Loch Awe
Loch Awe [lɒxˈɔː], schottisch-gälisch: Loch Obha, ist ein Süßwassersee in Schottland. Er liegt in der Council Area Argyll and Bute und hat die typisch langgezogene Form eines in der Eiszeit durch Gletscher entstandenen Sees. Er ist 35 km lang, aber durchschnittlich nur etwa einen Kilometer breit. Das Wasservolumen umfasst rund 1,2 km³. Gemessen an der Wasseroberfläche von circa 38,0 km² ist Loch Awe der drittgrößte See Schottlands.

## Beschreibung
Loch Awe verläuft ungefähr von Südwest nach Nordost und liegt parallel zu den Salzwasser-Lochs Loch Etive und Loch Fyne. Er wird von zahlreichen Flüssen und Bächen gespeist. Die größten sind der Orchy und der Strae. Kleinere, meist sehr kurze Bäche münden auf der gesamten Uferlänge in den See. Sie führen das Wasser aus dem umliegenden, an vielen Stellen steil aufragenden Gelände ab. Insgesamt entwässert ein Gebiet von 831 km² in den Loch Awe. Der Abfluss erfolgt am nördlichen Ende des Sees über den Awe und Loch Etive nach Westen in den Atlantik.
Am Loch Awe befinden sich Wasserkraftwerke: Ein Laufwasserkraftwerk, das über den Awe betrieben wird, sowie ein Pumpspeicherkraftwerk unterhalb von Ben Cruachan. Für letzteres wurde ein Speicherbecken in den Hügeln angelegt.
Unter Anglern ist Loch Awe für seine Forellen bekannt. Auch Lachse ziehen den Loch hoch. Auf den Inseln des Sees (Innis Chonnell, Inishail und Innis Chonan) stehen mehrere Burgruinen. Die bekannteste ist Kilchurn Castle auf einer Halbinsel am Nordufer des Sees. Auch einige eisenzeitliche Crannógs (künstliche Inseln) und Promontory Forts sind nachgewiesen. In der Ortschaft Lochawe befindet sich die bekannte Kirche St Conan’s Kirk.
Der Norden des Sees wird von der Eisenbahn auf der Strecke der West Highland Line zwischen Glasgow (Bahnhof Queen Street) und Oban mit Halt in Lochawe angefahren.

## Galerie

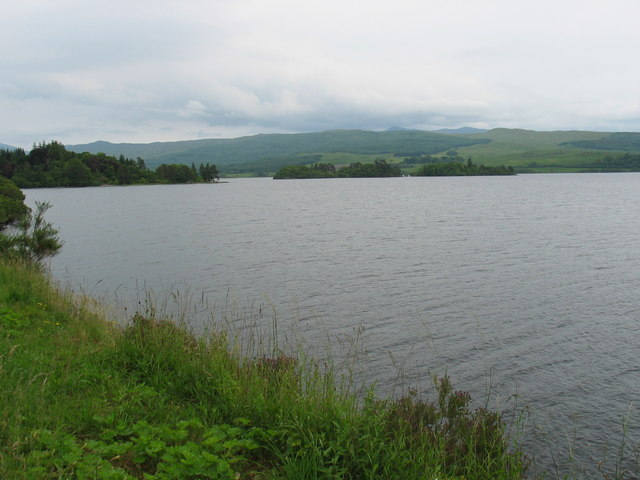
Innis Chonan
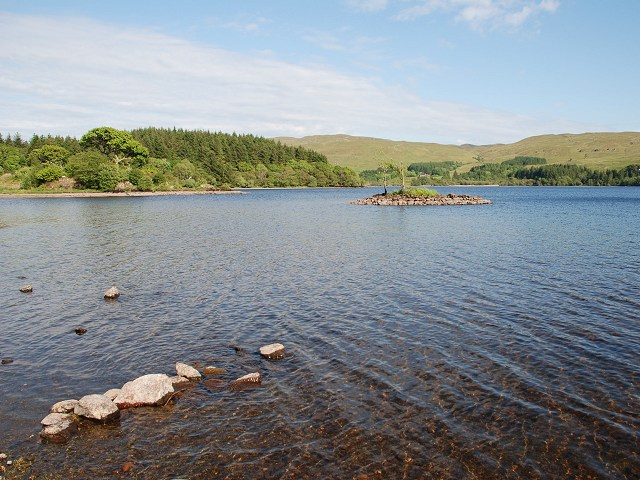
Crannóg im Loch Awe
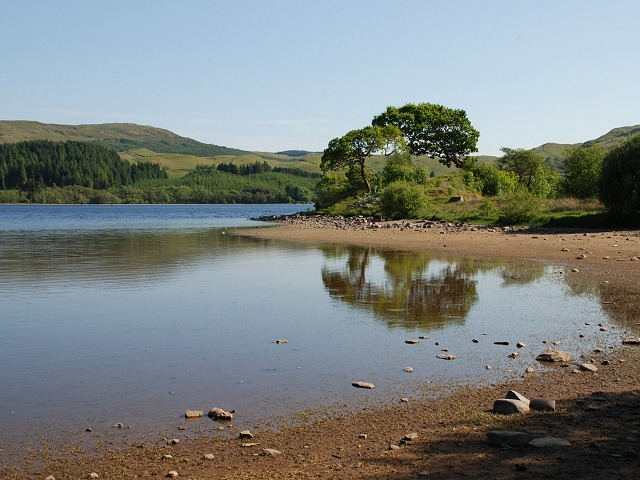
Promontory Fort am Loch Awe
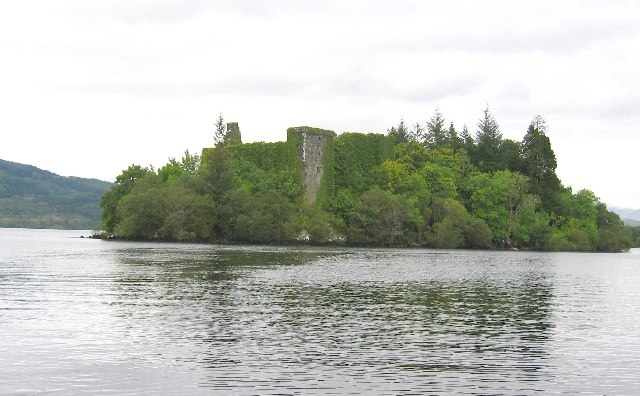
Innis Chonnell
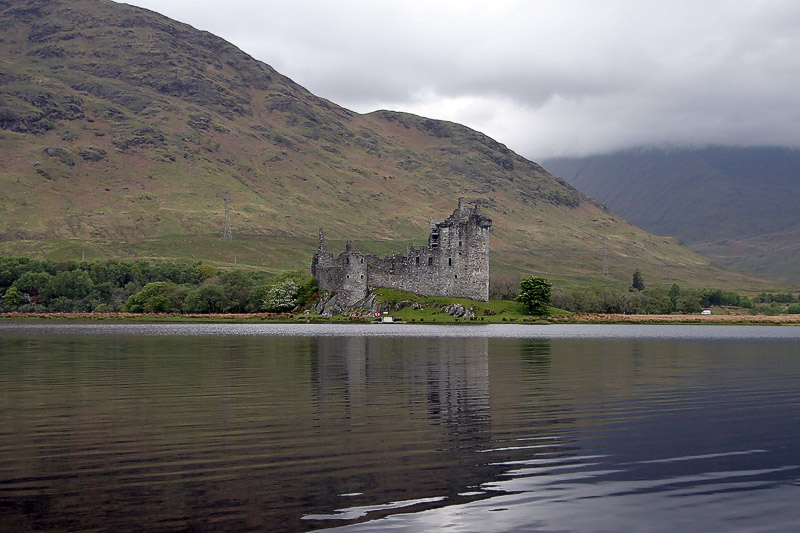
Kilchurn Castle